# 크리처스
주식회사 크리처스(일본어: クリーチャーズ 구리차즈[*], 영어: Creatures Inc.)는 일본의 기업으로, 게임 소프트, 카드 게임, 컴퓨터 그래픽, 디지털 애니메이션, 완구, 서적 등을 기획하고 개발 회사이다. 닌텐도, 게임프리크와 함께 포켓몬스터 게임 시리즈 개발에 깊이 관여하고 있다.

## 게임

### Ape
- 마더 (비디오 게임)
- 마더 2: 기그의 역습
- 마리오의 슈퍼 피크로스

### Creatures
- 우리는 챔피언
- 포켓몬 스타디움
- 닌텐도 올스타! 대난투 스매시브라더스
- 포켓몬 스냅
- 포켓몬 스타디움
- 포켓몬 스타디움 2
- 대난투 스매시브라더스 DX
- 포켓몬 콜로세움
- 포켓몬 XD 어둠의 선풍 다크루기아
- 포켓몬 레인저
- 포켓몬 배틀 레볼루션
- 포켓몬 레인저: 바토나지
- 포켓몬 레인저 빛의 궤적
- 포켓몬스터 X·Y
- 포켓몬스터 오메가루비·알파사파이어
- 폭권: POKKÉN TOURNAMENT
- 명탐정 피카츄
- 포켓몬 GO
- 포켓몬스터 썬·문
- 폭권: POKKÉN TOURNAMENT
- 명탐정 피카츄
- 포켓몬스터 레츠고! 피카츄·레츠고! 이브이
- 포켓몬스터 소드·실드
- Pokémon LEGENDS 아르세우스
- 포켓몬스터 스칼렛·바이올렛